# Resolutie 445 Veiligheidsraad Verenigde Naties
Resolutie 445 van de Veiligheidsraad van de Verenigde Naties werd op 8 maart 1979 aangenomen. Twaalf leden van de Raad stemden voor, geen enkel lid stemde tegen en drie andere leden onthielden zich: Frankrijk, het Verenigd Koninkrijk en de Verenigde Staten.

## Achtergrond
In 1965 had een blanke minderheidsbestuur van de Britse kolonie Zuid-Rhodesië de onafhankelijkheid uitgeroepen. Het regime werd door de Verenigde Naties middels resolutie 217 illegaal verklaard en middels resolutie 253 werden er sancties opgelegd. Zuid-Rhodesië begon daarop buurlanden die die maatregelen ten uitvoer brachten aan te vallen en voerde ook een repressie tegen tegenstanders in eigen land.

## Inhoud
De Veiligheidsraad:
- Herinnert aan de resoluties 253, 403, 411, 423, 424 en 437.
- Neemt nota van de verklaring van de Afrikaanse groep (VN-lidstaten).
- Heeft de verklaringen van Angola en Zambia gehoord.
- Heeft ook de verklaring van het Zimbabwaans Patriottisch Front gehoord.
- Is erg bezorgd om de militaire operaties van het illegale regime die doden maken onder vluchtelingen en burgers.
- Is verontwaardigd over executies van onder repressieve wetten veroordeelden.
- Herbevestigt dat het voortbestaan van het illegale regime en diens agressie tegen buurlanden de wereldvrede bedreigt.
- Herbevestigt ook het recht van het Zuid-Rhodesische volk op zelfbeschikking en onafhankelijkheid en de wettigheid van hun strijd hiervoor.
- Is erg bezorgd over de intentie van sommige landen om waarnemers te sturen naar de zogenaamde verkiezingen door het illegale regime om zichzelf een wettelijke basis te geven.
- Herbevestigt resolutie 423 die eenzijdige regelingen van het illegale regime onaanvaardbaar verklaarde.
- Denkt eraan dat elke lidstaat de resoluties van de Veiligheidsraad moet opvolgen en afdwingen bij hun inwoners.

1. Veroordeelt de invasies van Zuid-Rhodesië in Angola, Mozambique en Zambia.
2. Eert Angola, Mozambique en Zambia voor hun steun aan het Zimbabwaanse volk.
3. Vraagt alle landen om landen aan het front te helpen bij het versterken van hun verdediging.
4. Vraagt de administratieve mogendheid (het VK) verdere executies te voorkomen.
5. Veroordeelt alle pogingen van het illegale regime om het racistische regime te behouden en uit te breiden.
6. Verklaart dat door het illegale regime gehouden verkiezingen nietig zijn en door de VN noch door om het even welke VN-lidstaat erkend zullen worden.
7. Dringt er bij alle landen op aan om geen waarnemers te sturen.
8. Vraagt het Veiligheidsraadcomité opgericht met resolutie 253 maatregelen te overwegen om de sancties tegen Zuid-Rhodesië te versterken en voorstellen in die zin in te dienen.
9. Besluit tegen 27 maart het in paragraaf °8 vooropgestelde rapport te overwegen.

## Verwante resoluties
- Resolutie 424 Veiligheidsraad Verenigde Naties
- Resolutie 437 Veiligheidsraad Verenigde Naties
- Resolutie 448 Veiligheidsraad Verenigde Naties
- Resolutie 455 Veiligheidsraad Verenigde Naties

Lijst ·  444 ·  445 ·  446 ·  447 ·  448 ·  449 ·  450 ·  451 ·  452 ·  453 ·  454 ·  455 ·  456 ·  457 ·  458 ·  459 ·  460 ·  461